# 6-step
6-Step (Six-Step) o C.C.-Long è considerata la sequenza di passi base per eseguire un footwork. Partendo da una posizione con mani e piedi a terra, e mantenendo il bacino sempre alla stessa altezza dal suolo, si eseguono 6 passaggi a formare un giro completo attorno all'asse che passa fra il baricentro del corpo. Ripetendo i passi del six-step in modo fluido e variandone la velocità, si è di fronte ad un footwork.

## Storia
Secondo Mr Wiggles il six-step fu inventato da Shorty Rock dei Crazy Commanders crew. Da qui anche il nome di C CC-Long (dove la doppia "C" sta per "Crazy Commanders"). In generale il six-step nasce attorno alla metà degli anni settanta, dal bisogno di codificare i passi eseguiti a terra dai primi b-boy. Successivamente verrà utilizzato come valido strumento nell'insegnamento del footwork nelle scuole e nei corsi di break dance. 